# 俄羅斯的米哈伊爾·巴甫羅維奇大公
米哈伊爾·巴甫洛維奇（俄語：Великий князь Михаил Павлович，1798年2月8日—1849年9月9日），俄羅斯大公，沙皇保羅一世的幼子。

## 家庭
1824年，米哈伊爾與符騰堡的夏洛特結婚，兩人共有五個女兒：
- 瑪麗亞·米哈伊洛芙娜（1825年—1846年）
- 伊莉莎白·米哈伊洛芙娜（1826年—1845年），拿騷公爵夫人
- 葉卡捷琳娜·米哈伊洛芙娜（1827年—1894年），梅克倫堡-施特雷利茨公爵夫人
- 亞歷山德拉·米哈伊洛芙娜（英语：Grand Duchess Alexandra Mikhailovna of Russia）（1831年—1832年），夭折
- 安娜·米哈伊洛芙娜（1834年—1836年），夭折